# Monti (rione di Roma)
Monti è il primo rione di Roma, indicato con R. I.
Il nome deriva dal fatto che con il termine li monti nel Medioevo si intendeva la vasta zona, poco abitata, che comprendeva tre dei sette colli: l'Esquilino, il Viminale, e parte del Quirinale.

## Geografia fisica

### Territorio
Il rione confina con:
- Trevi: via Ventiquattro Maggio, largo Magnanapoli, via del Quirinale
- Castro Pretorio: via Quattro Fontane, via Depretis, piazza Esquilino, via Cavour
- Esquilino: via Merulana, largo Brancaccio, piazza San Giovanni in Laterano
- Celio: via di San Giovanni in Laterano (detta lo stradone di San Giovanni), via della Navicella, via di Santo Stefano Rotondo, piazza del Colosseo
- Campitelli: via dei Fori imperiali

## Storia

### Dall'età romana al Novecento
In epoca romana la zona era densamente popolata: la parte alta del rione (dalle Terme di Diocleziano alla Suburra) era costituita da domus signorili intorno al Vicus patricius (oggi via Urbana). La parte bassa e pantanosa, tuttora drenata dalla Cloaca Massima, si sviluppava intorno alla via dell'argiletum (il nome era dovuto alla continua presenza dell'argilla e del fango provenienti dalla contemporanea confluenza delle acque pluviali dei colli Quirinale, Esquilino e Viminale) che corrispondeva alle attuali via Leonina e via Madonna dei Monti. Questa zona, chiamata Suburra, era nota per essere plebea, fitta di lupanari e locande malfamate. Più giù, nella valle tra Campidoglio e Palatino, c'erano i Fori Imperiali, separati dal quartiere popolare sempre a rischio d'incendi per mezzo del grande muro frangifuoco in pietra gabina che ancor oggi fa da quinta architettonica al Foro di Augusto.

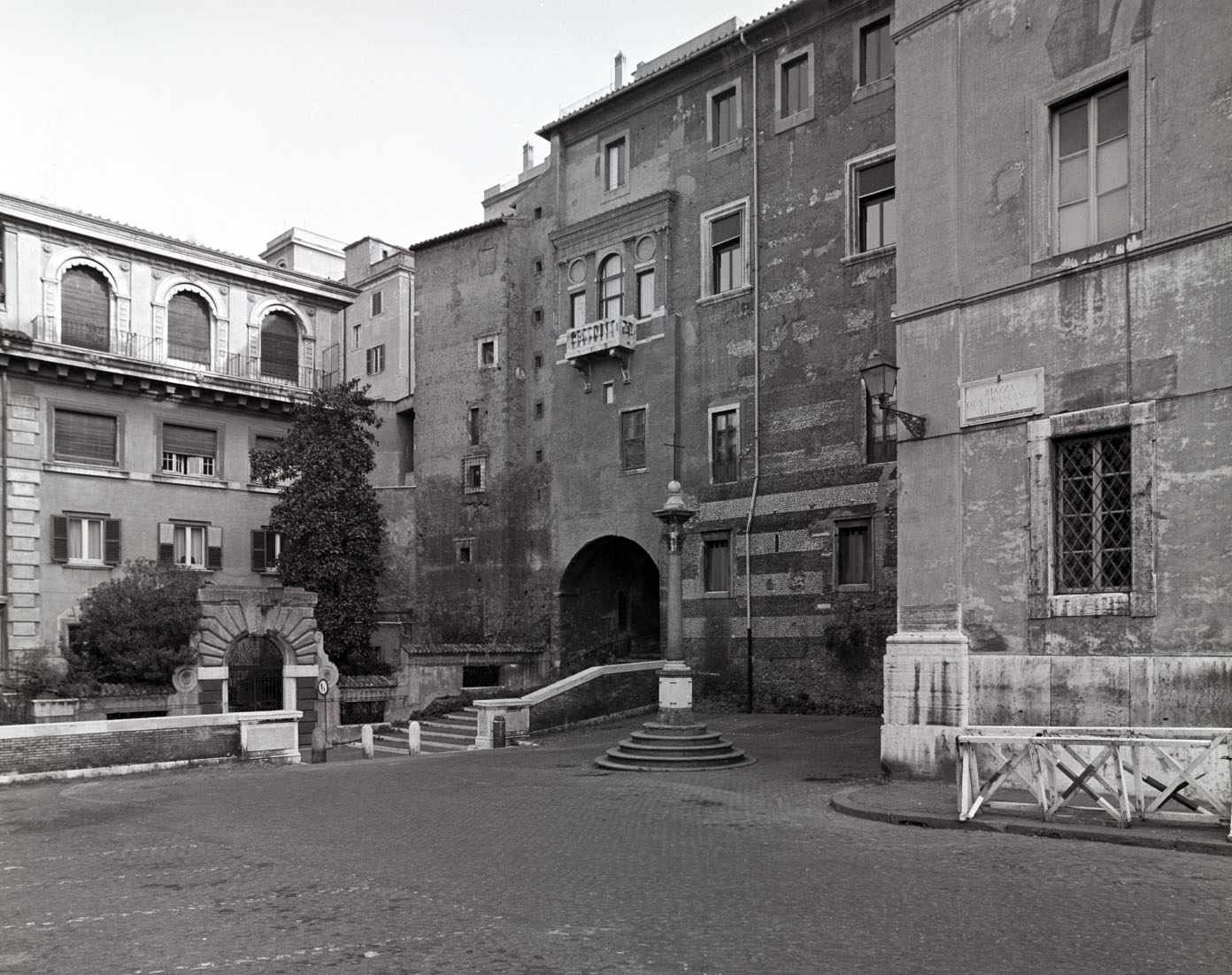
Piazza San Francesco di Paola, Loggia Borgia e Arco della Suburra, in una foto del 1982

Nel Medioevo la situazione era ben diversa: gli acquedotti romani erano stati danneggiati ed era difficile far arrivare l'acqua a causa del terreno rialzato (è una zona collinare); per questo gli abitanti tendevano a trasferirsi nel Campo Marzio, zona pianeggiante a valle dei colli. Del resto gli abitanti di Roma erano abituati a bere l'acqua del Tevere, allora potabile.
Dal Medioevo fino agli inizi dell'Ottocento il rione rimase essenzialmente una zona ricca di vigne e orti, poco popolata per la scarsità d'acqua e per la lontananza dal Vaticano, centro culturale di quel periodo. L'unico fattore che fece sì che la zona non diventasse totalmente inabitata era la presenza delle basiliche di San Giovanni in Laterano e di Santa Maria Maggiore, oggi collegate dalla storica via Merulana: il continuo afflusso di pellegrini garantiva sempre un cospicuo numero di persone sul territorio.
Dopo la sistemazione urbanistica del 1570 del cardinale Michele Bonelli, detto l'Alessandrino (nipote di Papa Pio V Ghisleri), della zona a ridosso del campo vaccino e di via Alessandrina, successivamente, grazie ai nuovi assi viari fatti costruire da Papa Sisto V (il cosiddetto tracciato sistino), il rione venne a essere, a partire dal '600, ripopolato.
Sempre nel Medioevo gli abitanti di Monti, detti monticiani, svilupparono una loro forte identità, tant'è che il loro dialetto romano era lievemente diverso da quello degli altri rioni. Sussisteva una rivalità tra gli abitanti dell'altro rione con una forte identità, Trastevere, che spesso nel XIV secolo si concretizzava in scontri cruenti tra abitanti dei due rioni.
Successivamente, lo sviluppo urbanistico di fine 1800 (Roma era appena diventata capitale) e i grandi sventramenti del periodo fascista cambiarono completamente il volto del rione.
In particolare, tra il 1924 e il 1936 un'ampia porzione della parte bassa del rione fu distrutta per costruire via dei Fori Imperiali (allora via dell'Impero) e portare alla luce i resti dei Fori Imperiali.

### Il rione oggi

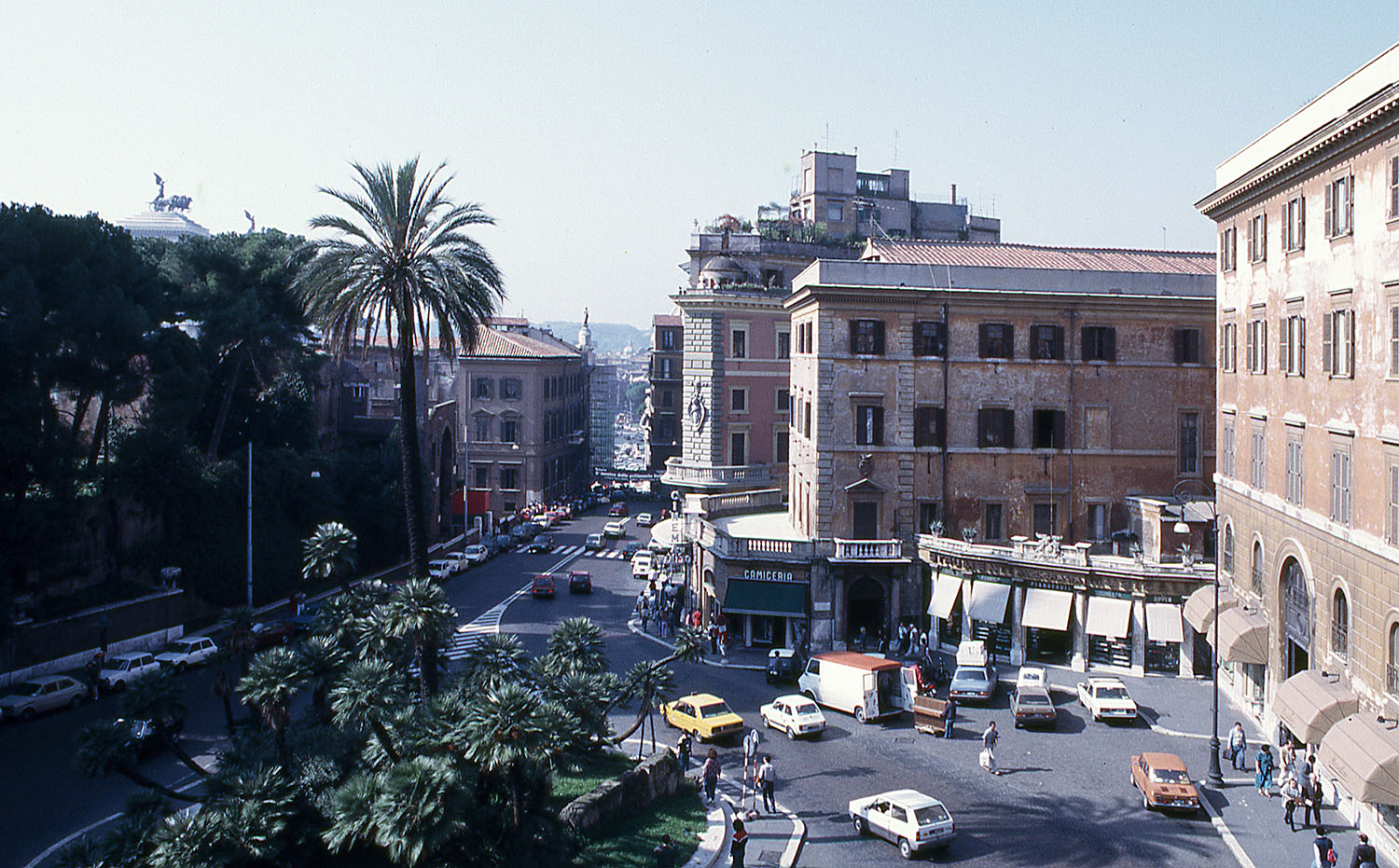
Via 4 Novembre nel 1984

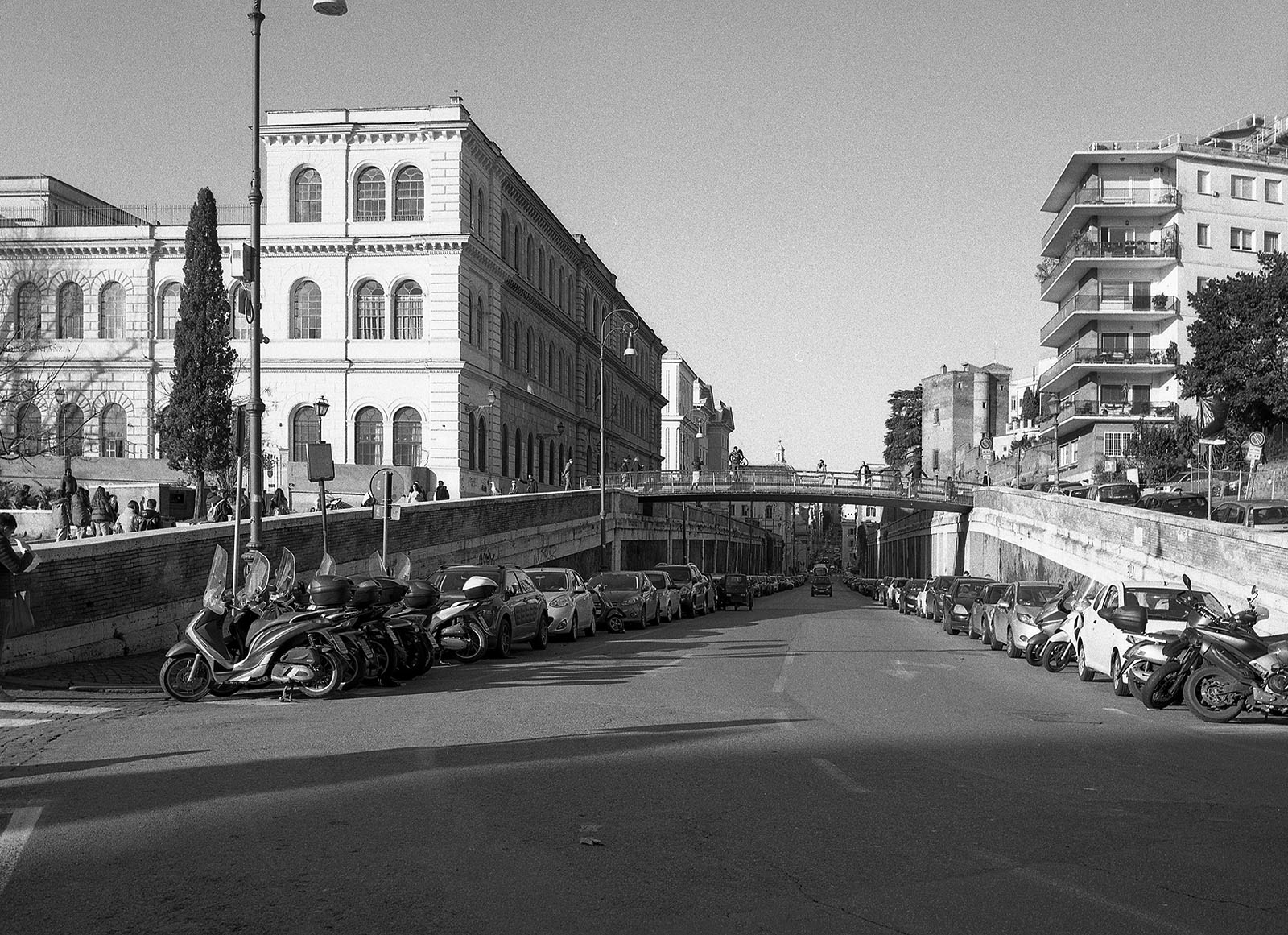
Via Annibaldi

Il rione è molto ampio, e urbanisticamente assai composito: si va dalle zone di intensiva urbanizzazione ottocentesca (come quella tra il Viminale e il Quirinale, con asse su via Nazionale, e tutta l'edilizia di via Cavour e via Merulana) e ancor più recente (come quella tra l'Esquilino e il Celio, con asse su via Amba Aradam), al parco archeologico costituito dalla zona Colle Oppio - Colosseo - Ludus Magnus - Foro di Nerva - Foro e Mercati di Traiano.
Il furore edilizio del primo quarantennio del regno d'Italia hanno risparmiato tanto la zona della Suburra, di cui i turisti amano molto il "pittoresco", quanto quello di Trastevere.
Particolarmente apprezzata da questo punto di vista e sempre più frequentata, negli ultimi anni, è la zona tra via Nazionale e via Cavour (via del Boschetto, via dei Serpenti, via Panisperna e via Baccina), che per la particolarità delle case d'abitazione, le vie strette, le botteghe artigiane, i negozietti sembra conservare le caratteristiche della Roma ottocentesca. La zona, fitta di trattorie, bar e locali vari, gravita sulla piazzetta della Madonna dei Monti, nei pressi dell'omonima chiesa, che ancora funge anche da centro di aggregazione per i residenti locali e i frequentatori occasionali.
Nonostante l'aumento del prezzo degli immobili nel centro storico, il rione ancora oggi è uno dei più popolosi di Roma. 
Per il resto Monti è un rione in continuo movimento e un'attrazione per migliaia di turisti, con le sue arterie principali, il Colosseo, i Fori Imperiali, le sue torri e i palazzi nobiliari, che lo rendono uno dei rioni più belli e carichi di storia di tutta Roma.

### Stemma
Tre monti verdi in campo bianco (cioè argento).

## Monumenti e luoghi d'interesse

### Architetture civili

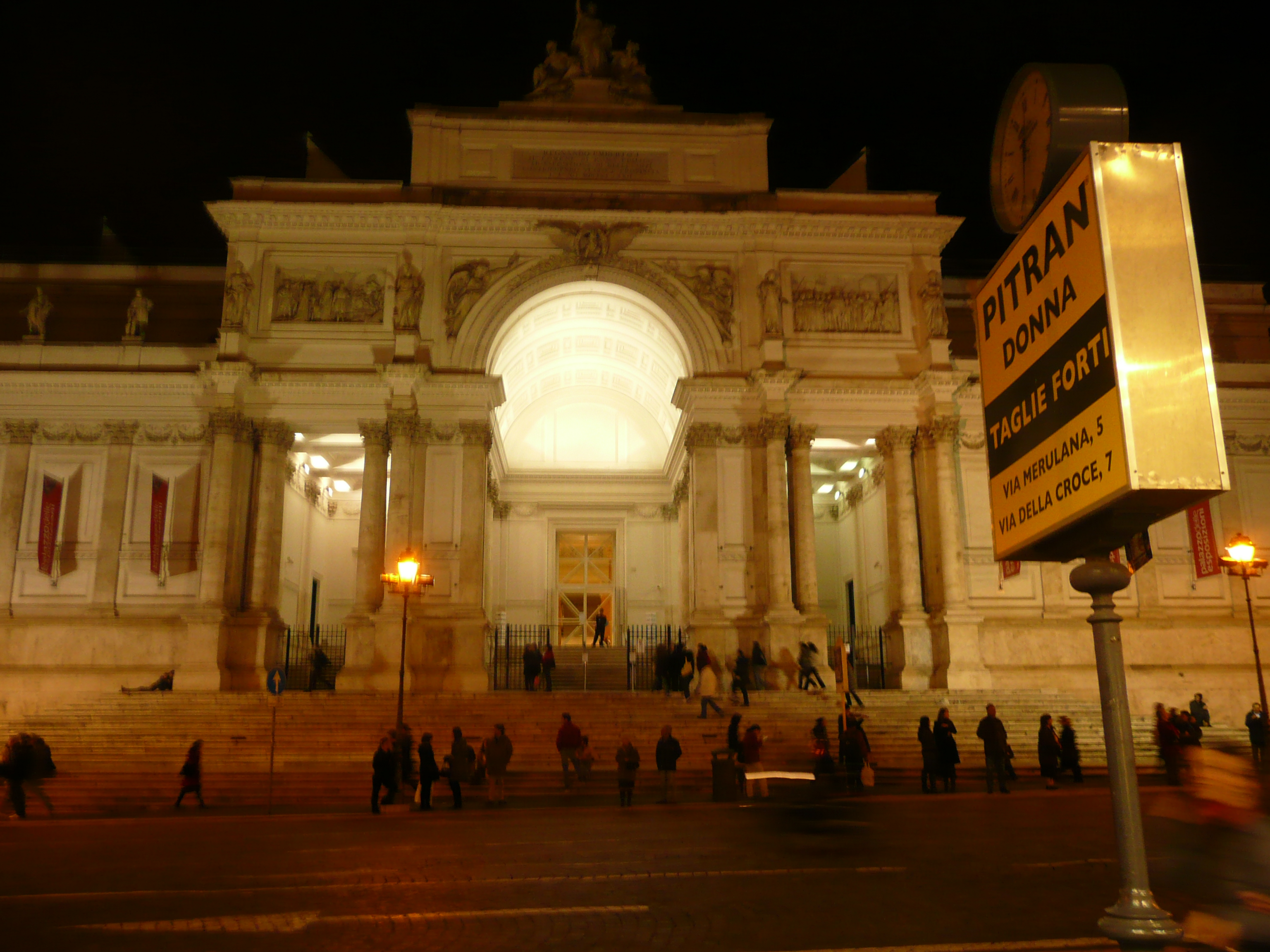
Il Palazzo delle Esposizioni in via Nazionale

- Casa dei Cavalieri di Rodi, su via Campo Carleo.
- Palazzo Borgia, su piazza di S. Francesco di Paola.
- Palazzo Brancaccio, su via Merulana. Edificio di fine XIX e inizio XX secolo (1886-1912).

Progetto dell'architetto Luca Carimini.
- Palazzo della Consulta, su piazza del Quirinale. Edificio del XVIII secolo (1732-37).
- Palazzo del Grillo, su piazza del Grillo. Edificio del XVII secolo.
- Palazzo delle Esposizioni, su via Nazionale. Edificio del XIX secolo (1886-92).
- Palazzo Koch, su via Nazionale. Edificio del XIX secolo (1882).

Progetto dell'architetto Gaetano Koch. Sede centrale della Banca d'Italia.
- Palazzo del Laterano, su piazza di S. Giovanni in Laterano. Edificio del XVI secolo.
- Palazzo Pallavicini Rospigliosi, su via Ventiquattro Maggio. Edificio del XVII secolo (1605-19).
- Palazzo Passarini Falletti, su via Panisperna. Edificio del XVII secolo.
- Palazzo del Viminale, su piazza del Viminale. Edificio del XX secolo (1911-25).

Progetto dell'architetto Manfredo Manfredi. Sede del Ministero dell'interno.
- Palazzo dell'Istituto nazionale di statistica, su via Cesare Balbo. Edificio del XX secolo (1931).

Sede dell'ISTAT.
- Villa Sforza ai Quattro Cantoni, edificio edificato tra il 1620 e il 1634. Sottoposta a vincolo dalla Soprintendenza Speciale di Roma, oggi è sede della Direzione Territoriale per il Lazio e l'Abruzzo dell'Agenzia delle Dogane e dei Monopoli.[4]
- Istituto Leonardo Da Vinci, su via Cavour. Edificio di fine XIX secolo (1899).

### Architetture religiose
- Basilica di San Giovanni in Laterano
- Basilica di Santa Maria Maggiore
- Basilica di San Clemente al Laterano
- Basilica dei Santi Silvestro e Martino ai Monti
- Basilica di Santa Prassede
- Basilica di San Pietro in Vincoli
- Basilica di Santa Pudenziana
- Basilica di Santo Stefano Rotondo al Celio
- Basilica di San Vitale
- Cattedrale dei Santi Sergio e Bacco degli Ucraini
- Chiesa di Sant'Agata dei Goti
- Chiesa di Sant'Andrea al Quirinale
- Chiesa di San Carlo alle Quattro Fontane
- Chiesa di San Francesco di Paola
- Chiesa di Santa Maria ai Monti
- Chiesa dei Santi Andrea e Bartolomeo
- Battistero di San Giovanni in Fonte al Laterano
- Chiesa dei Santi Marcellino e Pietro al Laterano
- Chiesa di Sant'Anna al Laterano
- Chiesa di Santa Lucia in Selci
- Chiesa dei Santi Gioacchino e Anna ai Monti
- Chiesa di San Salvatore ai Monti
- Chiesa dei Santi Quirico e Giulitta

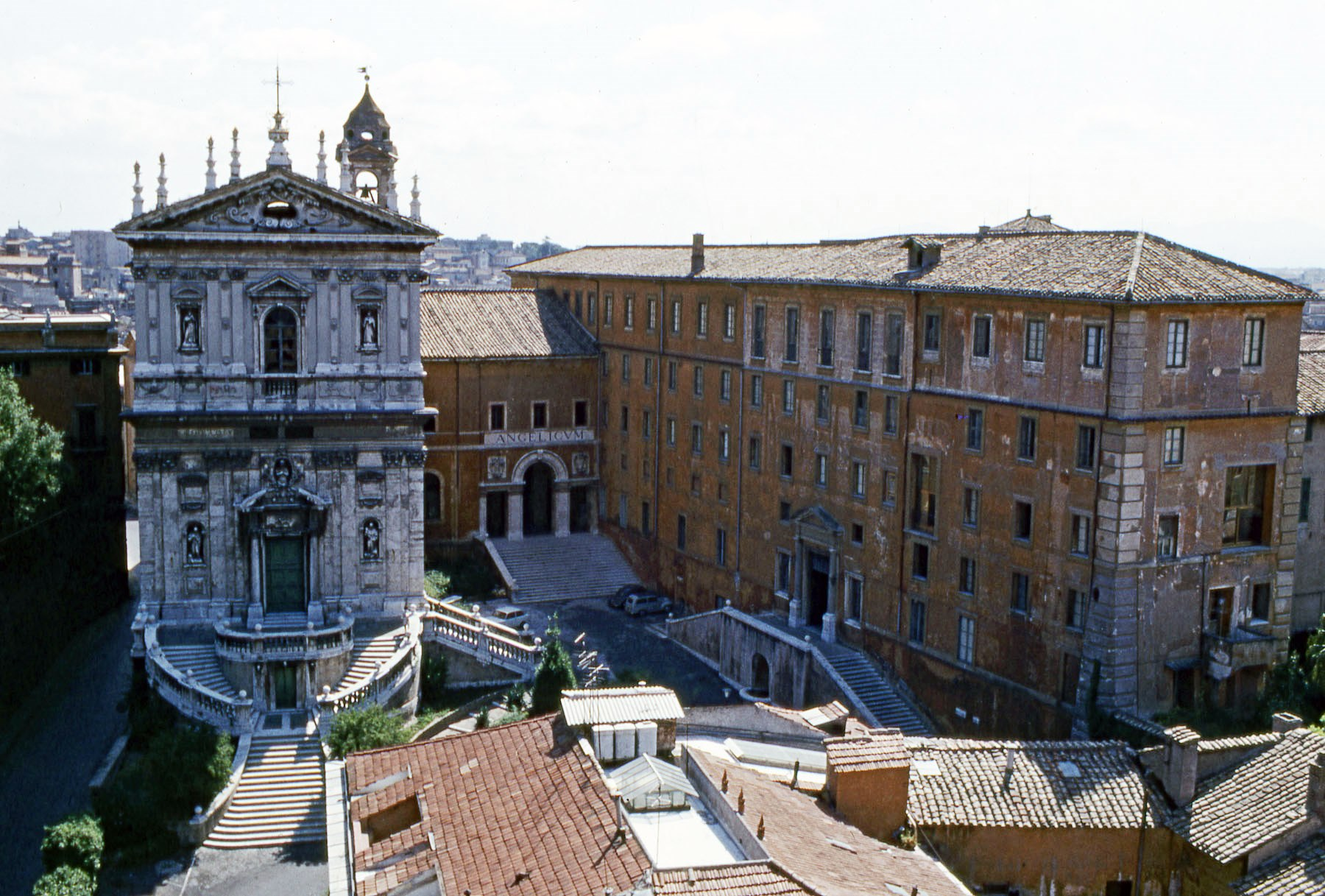
Chiesa dei Santi Domenico e Sisto (1971)

- Chiesa di Santa Caterina a Magnanapoli
- Chiesa dei Santi Domenico e Sisto
- Chiesa di San Bernardino in Panisperna
- Chiesa di San Lorenzo in Fonte
- Chiesa di San Lorenzo in Panisperna
- Chiesa di Gesù Bambino all'Esquilino
- Chiesa di San Giovanni Battista dei Cavalieri di Rodi
- Chiesa di Santa Maria del Buon Consiglio
- Chiesa di Santa Maria della Neve al Colosseo
- Cappella di San Benedetto Giuseppe Labre ai Monti
- Chiesa di San Filippo Neri all'Esquilino
- Cappella della Mater Boni Consilii
- Oratorio del Preziosissimo Sangue
- Chiesa di San Giuseppe di Cluny
- Chiesa evangelica battista ai Monti

Sconsacrate
- Chiesa dei Santi Gioacchino e Anna alle Quattro Fontane[5]
- Oratorio della Santissima Vergine Addolorata
- Chiesa di Santa Maria in Carinis
- Chiesa di San Paolo primo eremita
- Chiesa di Santa Maria Annunziata delle Turchine

Scomparse
- Chiesa di San Basilio al Foro di Augusto
- Chiesa di San Bernardo della Compagnia
- Chiesa di San Dionisio alle Quattro Fontane
- Chiesa di Sant'Eufemia al Foro Traiano
- Chiesa di Santa Maria delle Lauretane
- Chiesa di Santa Maria Maddalena al Quirinale
- Chiesa di Santa Chiara al Quirinale
- Chiesa di Sant'Urbano a Campo Carleo
- Chiesa di Santa Maria in Campo Carleo
- Chiesa di Santa Maria in Macello Martyrum
- Chiesa di San Lorenzo ai Monti
- Chiesa di San Salvatore ad Tres Images
- Chiesa di Santa Maria della Sanità
- Chiesa di Santa Maria della Concezione ai Monti
- Cappella del Santissimo Sacramento delle Zitelle Mendicanti
- Oratorio di Santa Maria della Concezione dei Sacconi Turchini
- Chiesa di Santa Maria della Purificazione in Via Merulana

### Edicole e immagini sacre
- Madonna Arco dei Pantani, su via Baccina.
- Madonna su via Baccina 51
- Madonna su via Baccina tra il n.72 e il n.77
- Madonna all'angolo tra via del Colosseo e largo Corrado Ricci
- Madonna all'angolo tra via dell'Agnello e via Cavour
- Madonna all'angolo tra via dei Serpenti e via Cavour
- Madonna del palazzo dei Neofiti (Argiletum) a destra di via Madonna dei Monti 40
- Madonna su via Sant'Agata dei Goti 5
- Madonna all'angolo tra via del Buon Consiglio e via del Cardello
- Madonna su via del Colosseo 16
- Madonna su via del Colosseo 70
- Madonna su via di Santa Maria Maggiore 145
- Madonna all'angolo tra via Liberiana 25 e via di Santa Maria Maggiore
- Madonna all'angolo tra via Liberiana 19 e via Paolina 1
- Madonna su via del Merulana 170
- Madonna all'angolo tra via Merulana 224 e via Angelo Poliziano
- Madonna su via del Merulana 277
- Edicola su via dei Serpenti a fianco della chiesa di Santa Maria ai Monti (ex ingresso alla chiesa)

- Madonna su via dell'Olmata 18
- Madonna su via Paolina 30
- Madonna su via Sforza 16a
- Madonna su via Sforza 20
- Madonna all'angolo tra via Cavour 212 e via Sforza
- Madonna su via Urbana 22
- Cristogramma su via Urbana 50a
- Madonna su via Urbana 103
- Madonna su via Leonina 74
- Madonna su via del Boschetto 125
- Madonna all'angolo tra piazza di San Martino ai Monti e via Quattro Cantoni
- Madonna su via San Martino ai Monti 18
- Madonna su via Ruinaglia 3
- Madonna su via degli Zingari 14
- Madonna su via Frangipane 28a
- Madonna all'angolo tra piazza del Viminale 23 e via Agostino Depetris 89
- Madonna sulla volta della rampa della salita di via di san Francesco di Paola sotto palazzo Borgia tra piazza di san Francesco di Paola e piazza san Pietro in Vincoli

### Siti archeologici

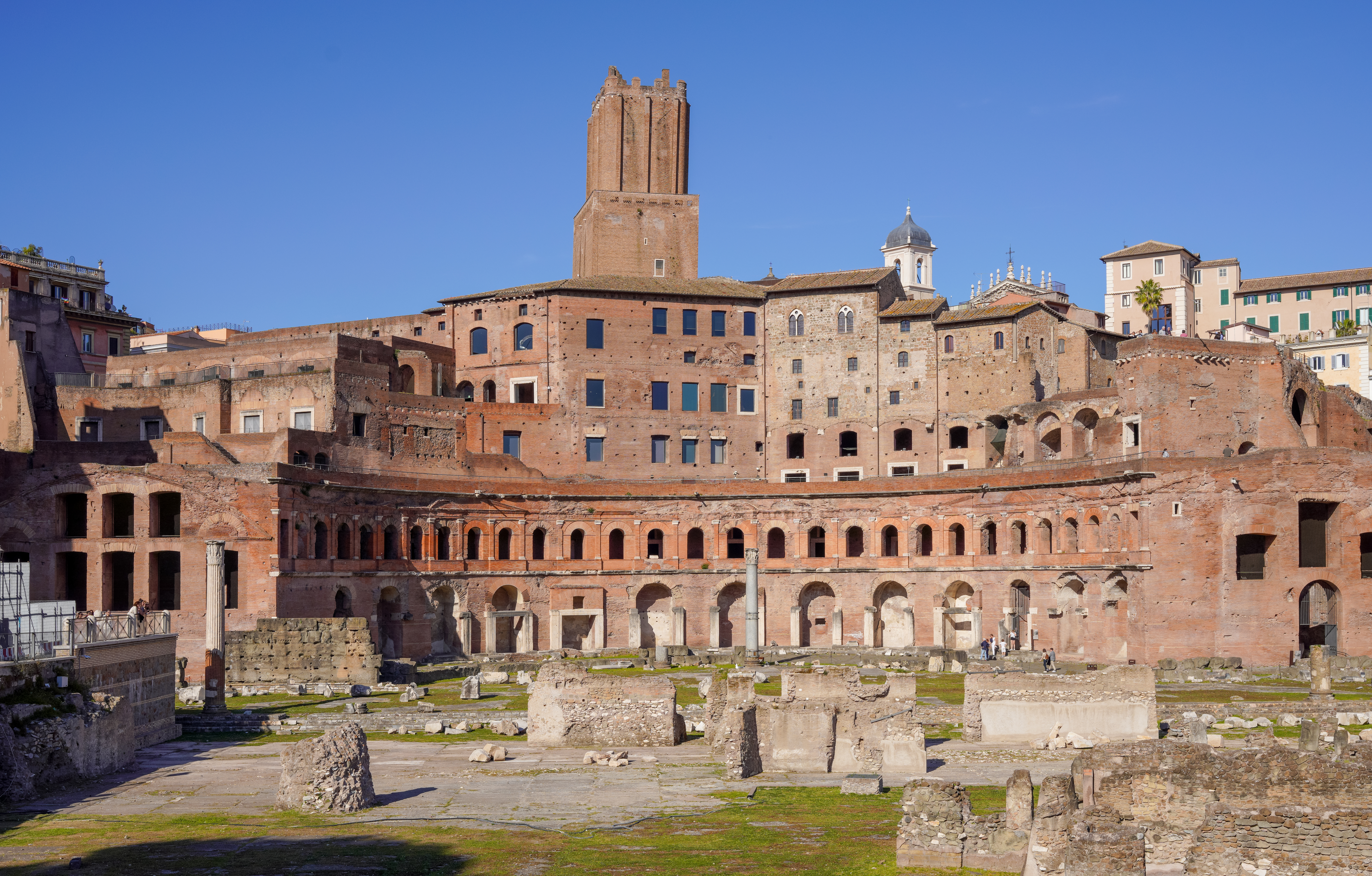
Il Foro e i Mercati di Traiano dal Vittoriano

- Foro di Augusto
- Foro di Cesare
- Foro di Nerva
- Foro di Traiano
- Mercati Traianei
- Domus Aurea
- Terme di Traiano
- Cisterna delle Sette Sale
- Terme di Tito
- Ludus Magnus
- Tempio di Iside e Serapide

### Altro
- Arco dei Pantani, su via Tor de' Conti.
- Fontana dei Catecumeni, su piazza della Madonna dei Monti.
- Torre degli Annibaldi, su via del Fagutale.
- Torre dei Capocci, su piazza di S. Martino ai Monti.

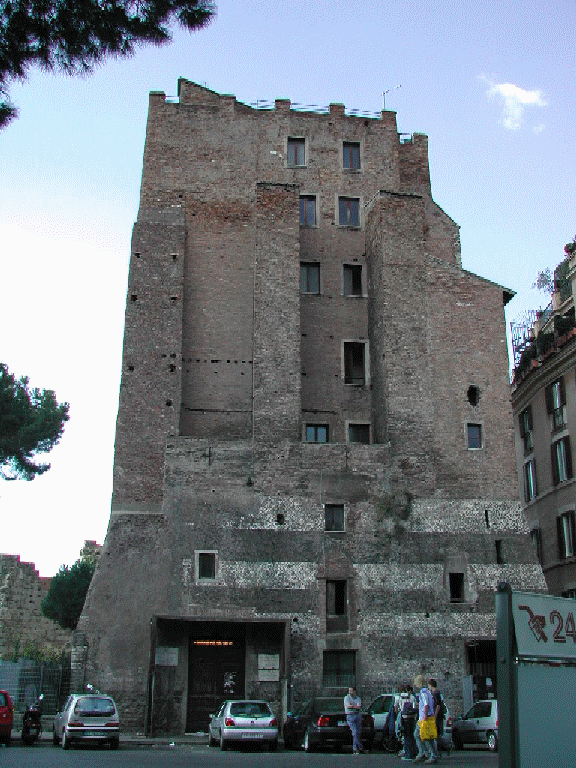
Torre dei Conti ai Fori Imperiali

- Torre dei Conti, su largo Corrado Ricci.
- Torre dei Graziani, su via Giovanni Lanza.

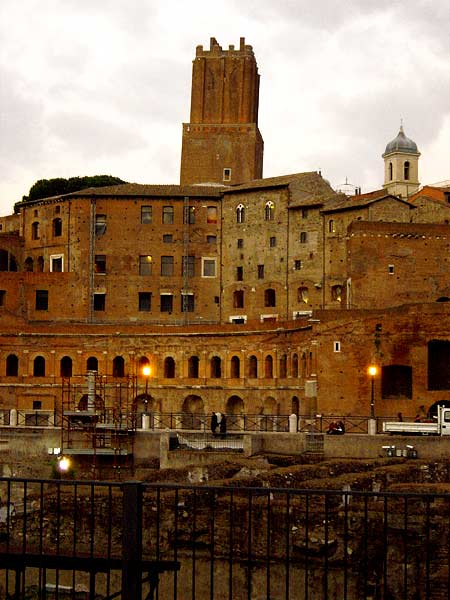
La Torre delle Milizie, è evidente la sua pendenza

- Torre delle Milizie, accessibile dalla salita del Grillo.

## Musei
- Museo tipologico internazionale del presepio Angelo Stefanucci nella chiesa dei Santi Quirico e Giulitta, su via Tor de’ Conti.
- Museo della Banconota, su via Nazionale.
- Museo di idraulica presso Dipartimento di Ingegneria Civile, Edile e Ambientale, su via Eudossiana.
- Museo della Basilica Papale di Santa Maria Maggiore, su piazza di santa Maria Maggiore.
- Museo dell'Istituto centrale per il restauro e la conservazione del patrimonio archivistico e librario, su via Milano.
- Museo della casa generalizia della congregazione delle suore oblate del bambino Gesù, su via Cavour.
- Museo Storico della Fisica Enrico Fermi, su piazza del Viminale.
- Museo di san Giovanni in Laterano, su piazza san Giovanni in Laterano.
- Museo degli Internati Militari Italiani, su via Labicana.
- Palazzo delle Esposizioni, su via Nazionale.
- Museo Leonardo da Vinci presso l'IIS Leonardo da Vinci, su via Cavour.
- Museo dei Fori Imperiali, su via Quattro Novembre.
- Museo Spazio Field su via Merulana.

## Aree archeologiche aperte al pubblico
- Domus Aurea
- Ludus Magnus
- Foro di Augusto
- Mercati di Traiano
- Foro di Traiano
- Foro di Nerva

## Geografia antropica

### Piazze

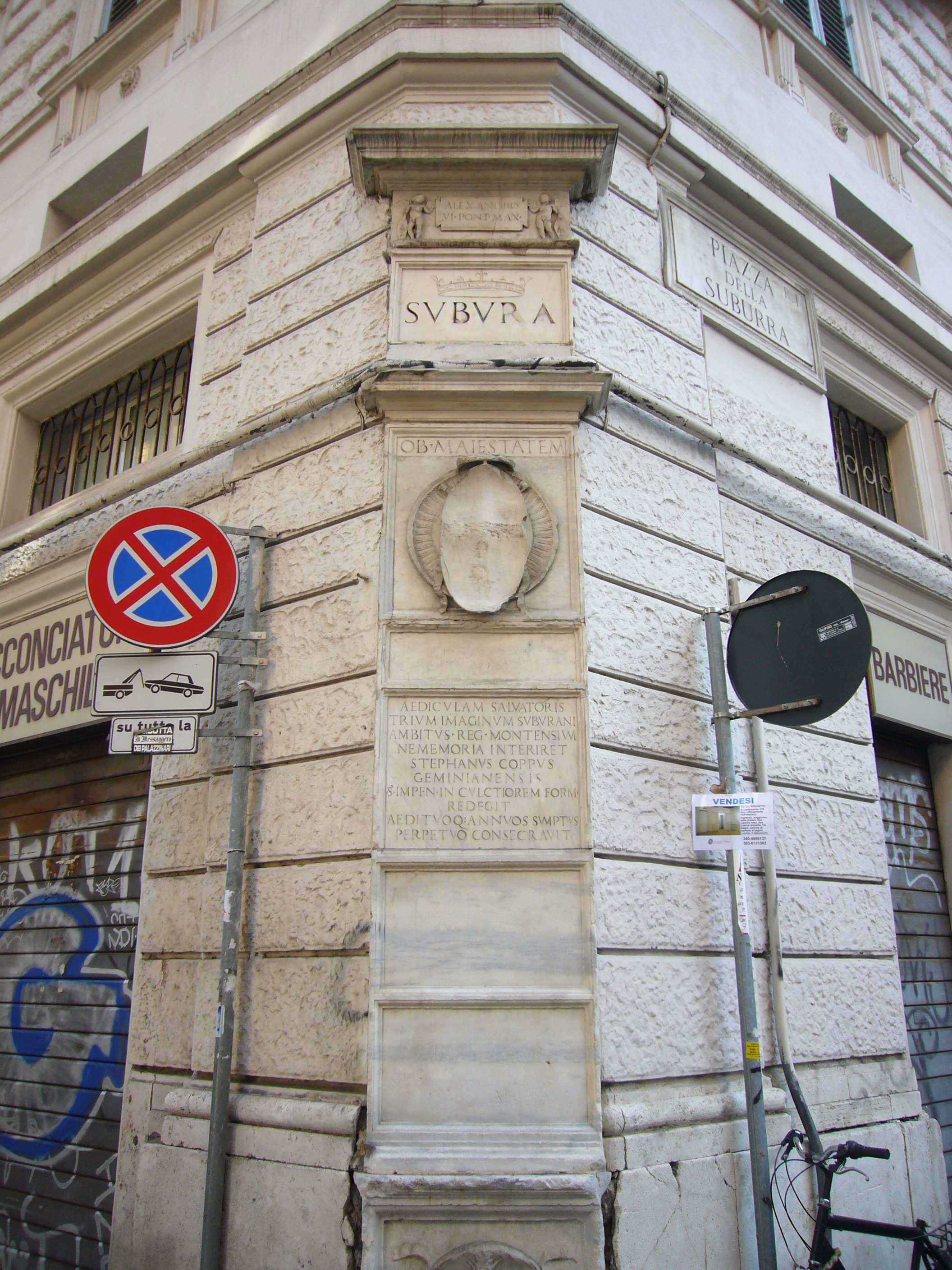
Piazza della Suburra. Iscrizione che ricorda l'edicola di San Salvatore delle tre immagini ai Monti

- Largo Angelicum
- Largo Magnanapoli
- Piazza Del Grillo
- Piazza Esquilino
- Piazza Iside
- Piazza Madonna dei Monti
- Piazza della Navicella
- Piazza di Porta San Giovanni
- Piazza del Quirinale
- Piazza San Clemente
- Piazza San Francesco da Paola
- Piazza San Giovanni in Laterano
- Piazza San Martino ai Monti
- Piazza San Pietro in Vincoli
- Piazza della Suburra
- Piazza del Viminale
- Piazza degli Zingari

### Strade

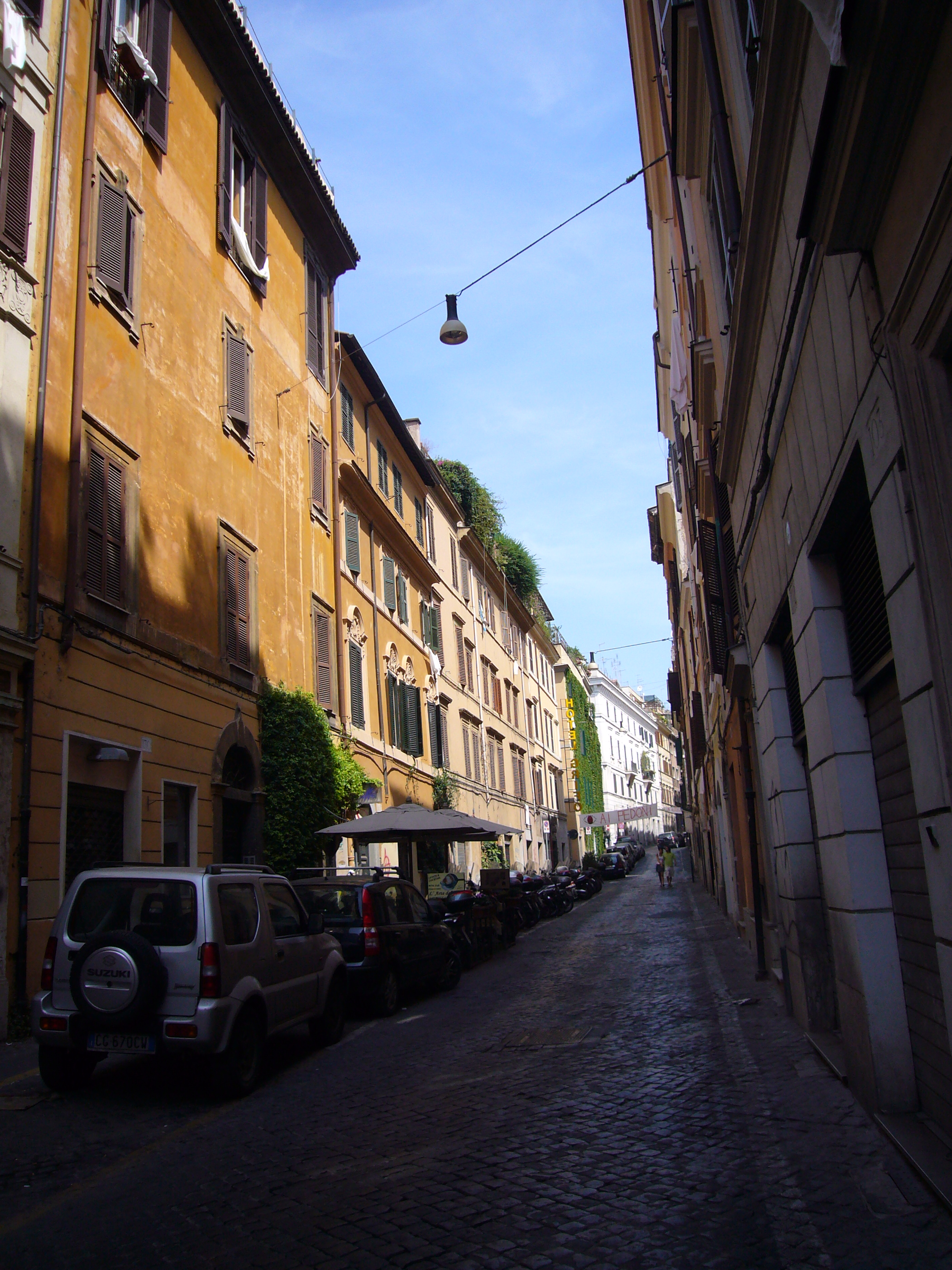
Via del Boschetto

#### Strade antiche
- via in Selci: scende lungo il tracciato dell'antico Vicus Suburranus: i "selci" da cui prende il nome erano appunto quelli della strada antica, ritrovati durante dei lavori.
Vi sorge la chiesa di Santa Lucia in Selci, diaconia attestata dal V secolo, e l'annesso monastero.
- via degli Annibaldi: come altre vie del rione, prende il nome dalle famiglie che vi avevano case fortificate e torri nel Medioevo (via dei Capocci, via dei Ciancaleoni, via Frangipane) e palazzi e terreni in secoli meno fortificati (salita dei Borgia, via Cimarra, piazza e salita Del Grillo).
Segue in parte il tracciato delle Carinae romane, di cui comunque il toponimo permane in via delle Carine.
- salita dei Borgia: sale dal vicus suburranus verso San Pietro in Vincoli. Corre in parte su quello che si crede essere stato il Vicus sceleratus dove Tullia calpestò con il suo carro il cadavere del padre Servio Tullio per favorire l'ascesa al trono del suo amante, nonché marito di sua sorella minore, Tarquinio il Superbo.
- vicolo delle Carrette, superstite di una piazza e di una via omonime dove sostavano i carretti che portavano vino e altri generi alimentari dai Castelli, in prossimità del mercato del Foro.
- via Magnanapoli: il nome sarebbe una corruzione di Balnea Napoli. Fiancheggia i Mercati di Traiano, la Torre delle Milizie e la chiesa di Santa Caterina a Magnanapoli. Al centro della rotatoria restano in vista alcuni massi delle Mura serviane: si pensa fosse localizzata qui la Porta Sanqualis.
- via Urbana segue l'antico tracciato del Vicus Patricius. L'attuale toponimo deriva da papa Urbano VIII. Lungo il percorso si trova l'antica chiesa di Santa Pudenziana.

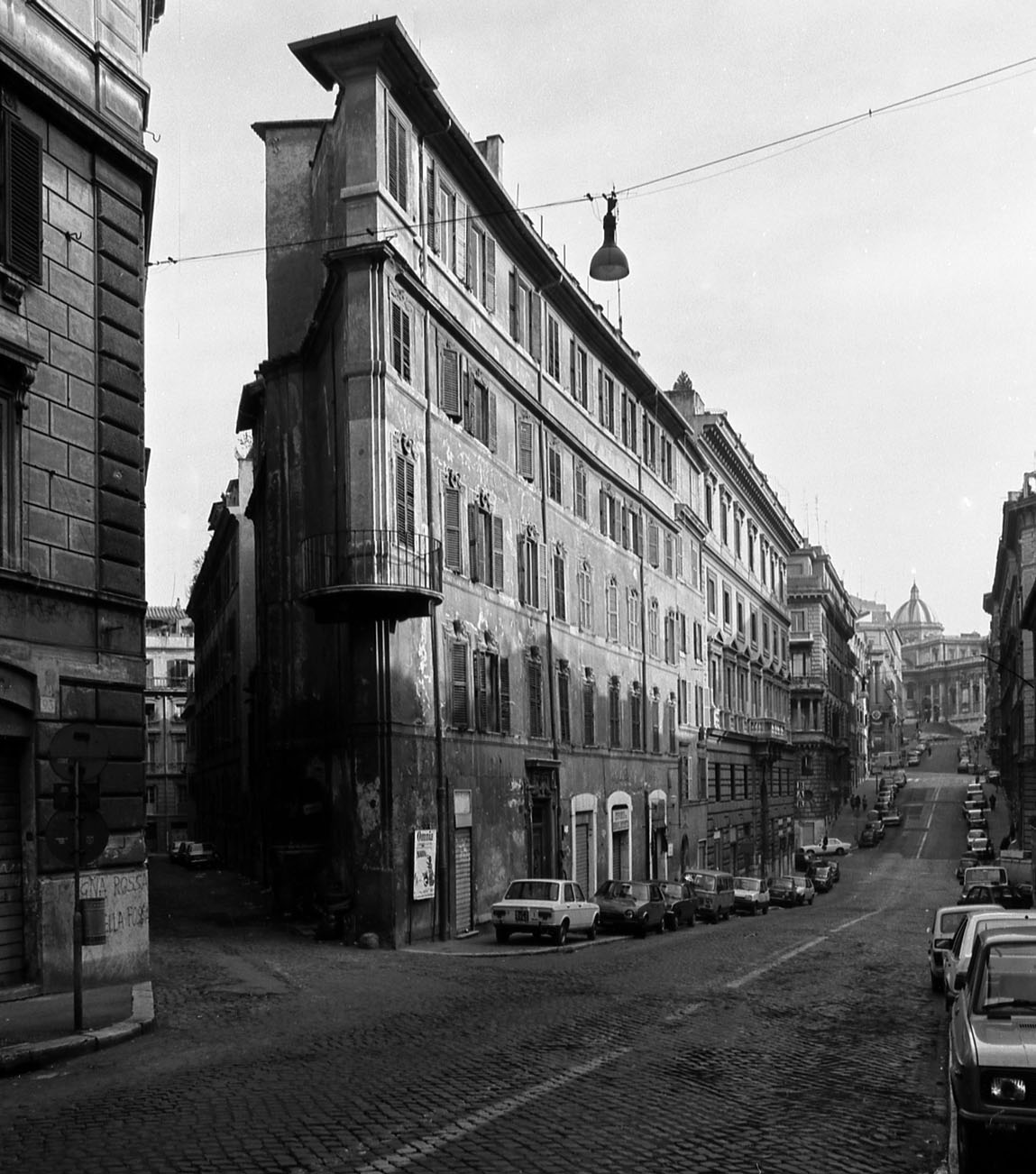
Via Panisperna (1985)

- via Panisperna: strada che dall'area di Magnanapoli conduce a San Martino ai Monti, deve probabilmente il suo nome ai monaci di San Lorenzo in Panisperna che nel giorno di festa del loro Santo distribuivano panis et perna (pane e prosciutto) ai poveri. Tale chiesa tuttavia è detta Parasperna in una bolla di Giovanni XII, un termine che sarebbe una corruzione della parola greca para (presso) e di quella derivante dal latino antico sperno (confine), quindi avrebbe indicato che la chiesa era situata vicino a un confine tra proprietà importanti.[6] Altra ipotesi lo fa derivare dal cognome di due famiglie, che esistettero veramente, i Pane e i Perna; ed è la fusione dei due cognomi che avrebbe dato luogo al toponimo. È di tutt'altra origine secondo Mariano Armellini, che lo riconduce al cognome gentilizio Perpennia; in Le chiese di Roma dal secolo IV al XIX, afferma di aver trovato su una lapide in una cappellina della chiesa, andata però perduta. Benedetto Blasi, invece, riporta nel suo stradario di Roma che Panisperna sarebbe corruzione di Palisperno, cioè palis (pali o verghe) e sterno (distendo), per cui sarebbe un riferimento a S. Lorenzo «messo a bruciare sui ferri».[7]

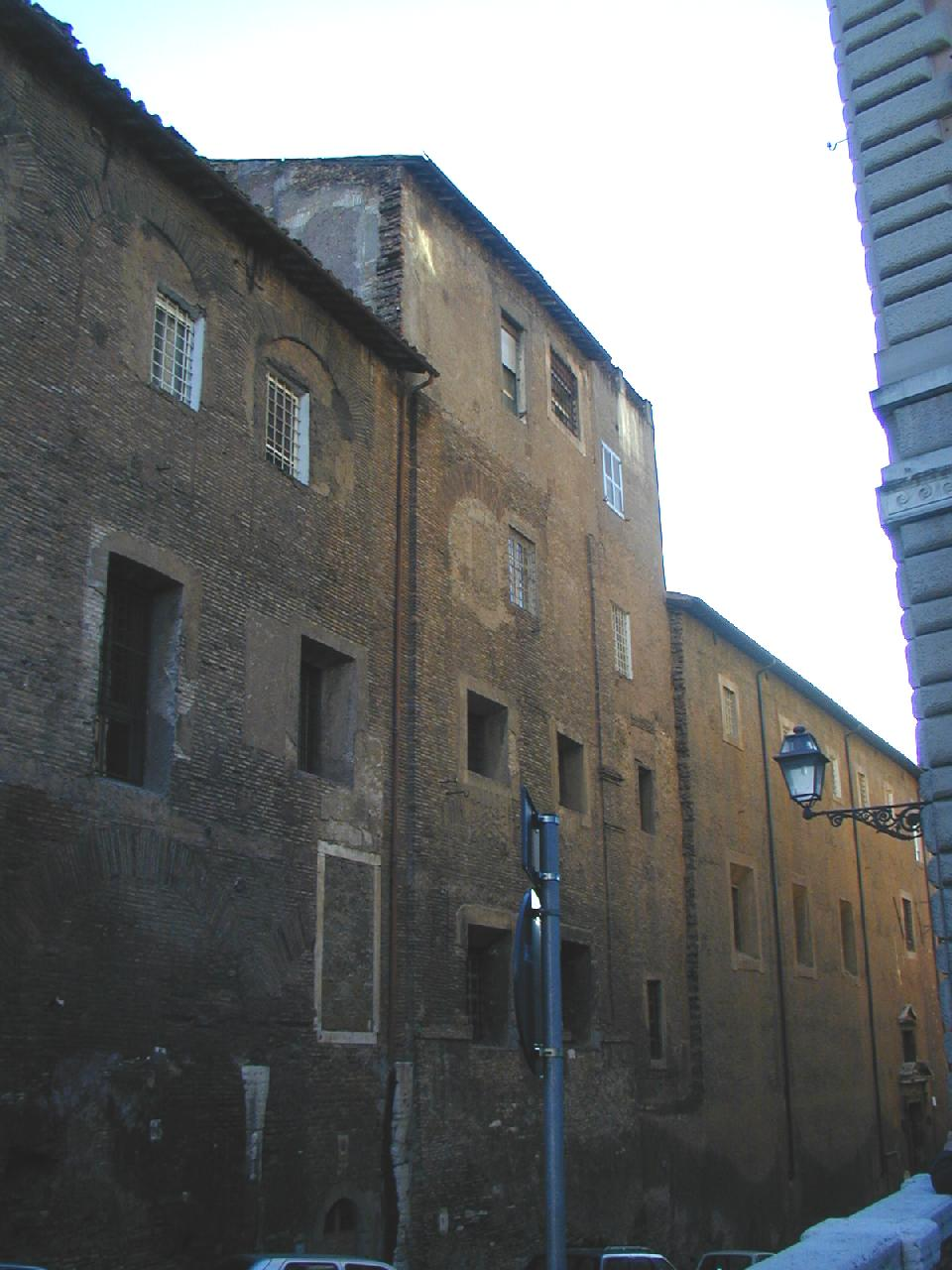
Via in Selci: monastero delle Agostiniane
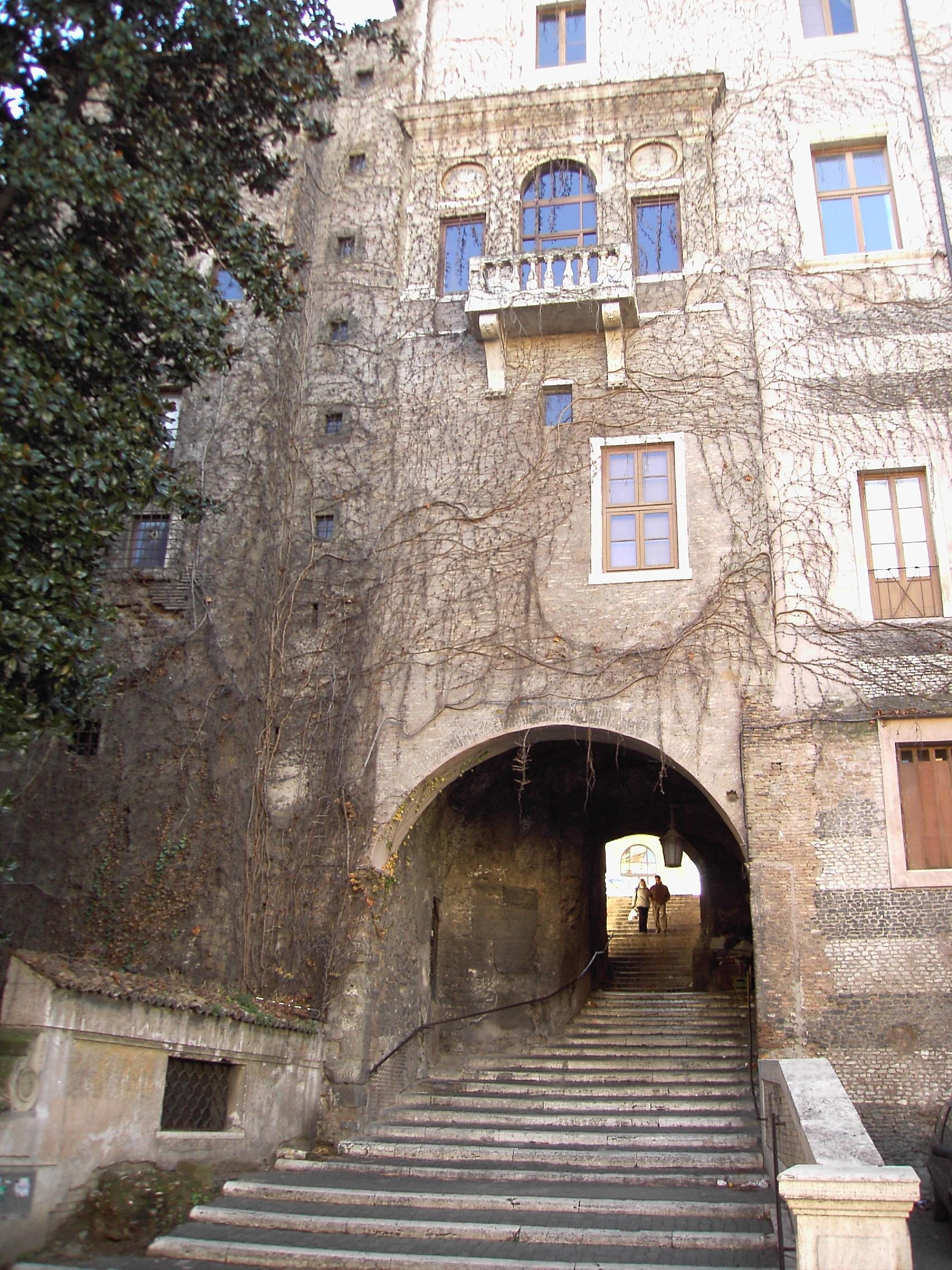
Palazzo dei Borgia a San Pietro in Vincoli
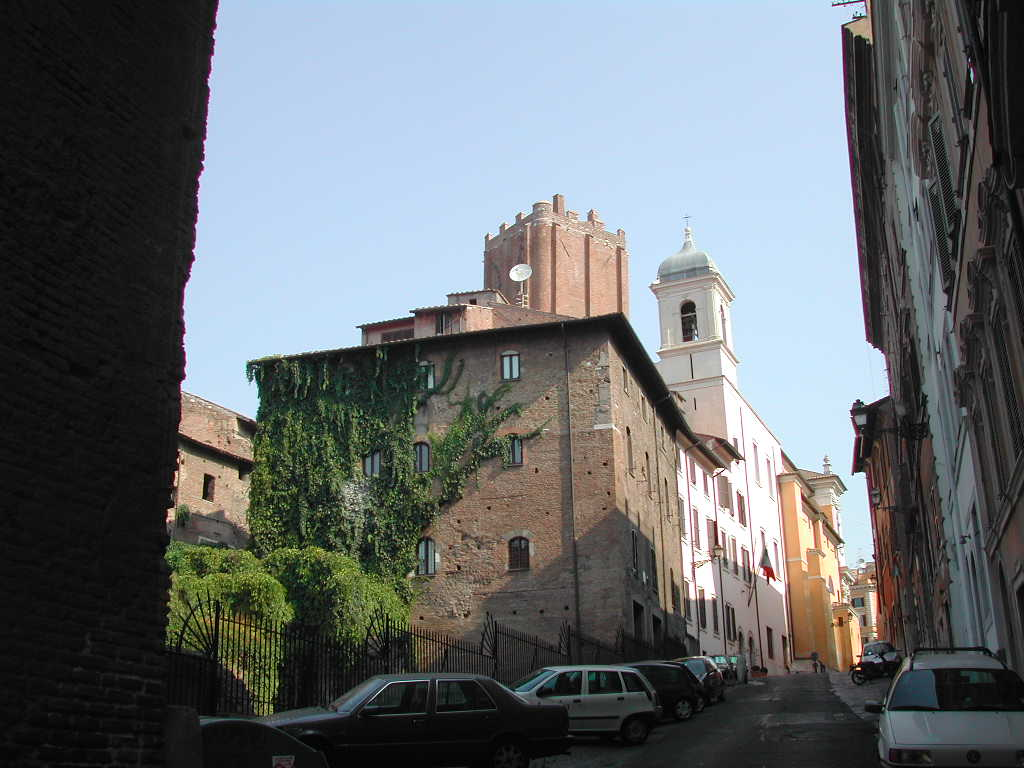
Salita del Grillo e Torre delle Milizie

#### Strade moderne
- via Cavour: Fu aperta alla fine dell'Ottocento allo scopo di creare un collegamento rapido e lineare tra l'Esquilino e piazza Venezia attraverso la valle della Suburra. Fitta di alberghi, pensioni, bed & breakfast, è un punto di riferimento per numerosi turisti.
- via Merulana: strada storica di Roma che collega la basilica di Santa Maria Maggiore alla basilica di San Giovanni in Laterano. La via moderna segue il tracciato della cinquecentesca via Gregoriana.
- via Nazionale: istituita il 30 novembre 1871, congiungeva, in origine, piazza Venezia a piazza dell'Esedra, rinominata nel 1953 in piazza della Repubblica.
- via dei Fori Imperiali: fu aperta nel 1932 come via dell'Impero, per creare un percorso scenografico per le parate del fascismo tra piazza Venezia e il Colosseo. Allo scopo fu abbattuto l'intero quartiere cinquecentesco retrostante, che era imperniato su via Alessandrina. I lavori di scavo in corso dalla fine degli anni novanta hanno riportato alla luce, oltre che costruzioni di età imperiale, anche fondazioni e parti di quegli edifici.
- largo Brancaccio: prende il nome dal Palazzo Brancaccio costruito nel 1896 ex sede del Museo nazionale d'arte orientale Giuseppe Tucci (ora all'EUR) attualmente sede del Museo Spazio Field, attraversa via Merulana.
- via Labicana: aperta nel 1893, prende il nome dall'antica via Labicana che usciva da Porta Maggiore verso Labìco.